# Micropuce implantée (humain)
 (février 2017).
Le contenu est difficilement compréhensible vu les erreurs de traduction, qui sont peut-être dues à l'utilisation d'un logiciel de traduction automatique.

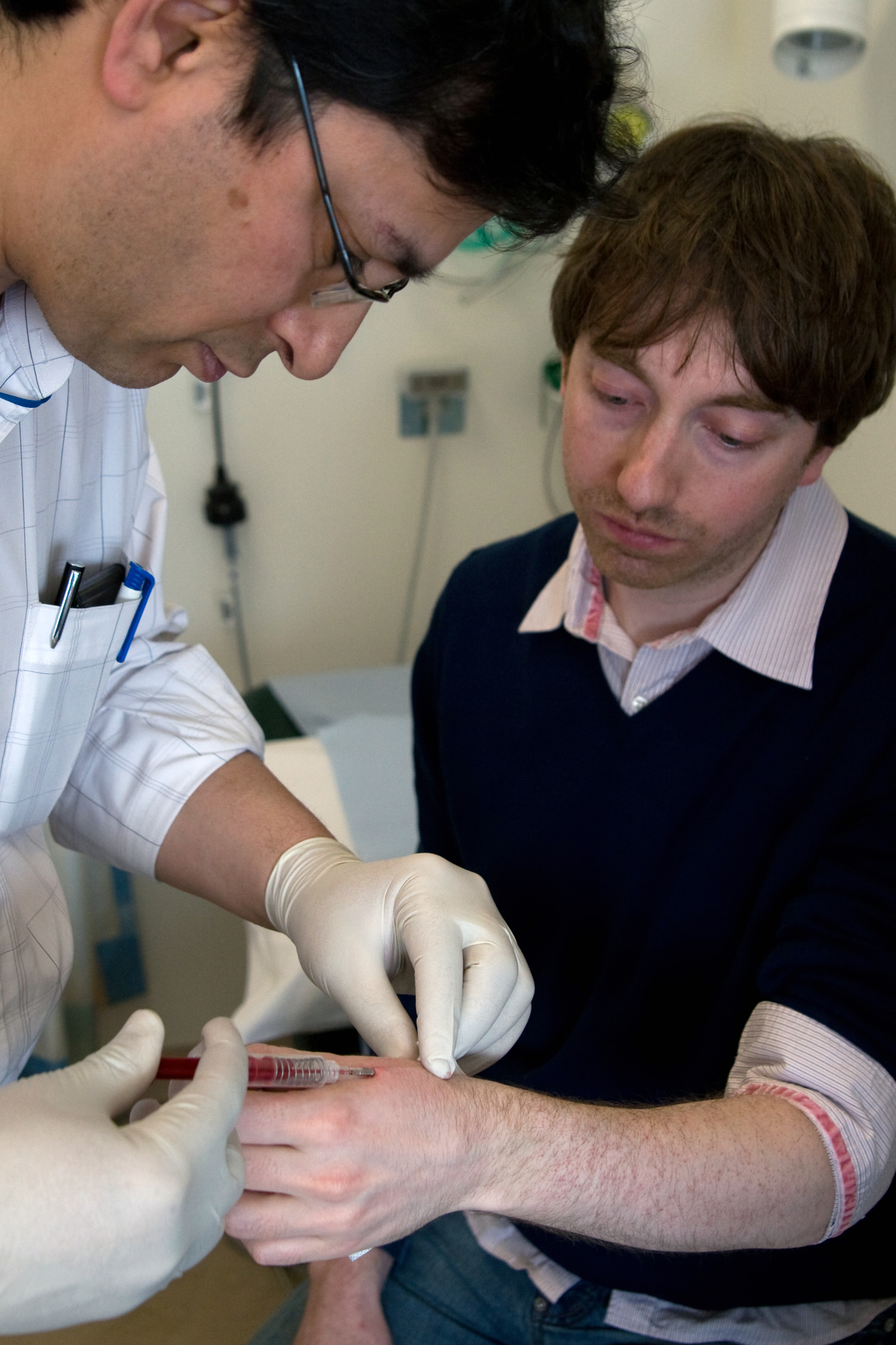
Un chirurgien insère un implant sous-cutané à un scientifique Britannique, le Dr Mark Gasson, dans sa main gauche avec une puce RFID (16 mars 2009)

L'implantation d'une micropuce à destination humaine est un circuit intégré ou un transpondeur RFID encapsulé dans un tube de verre de silicate et implanté dans le corps d'un être humain. Un implant sous-cutané contient généralement un numéro d'identification unique qui peut être lié à l'information contenue dans une base de données externe, telles que l'identification personnelle, les antécédents médicaux, les médicaments, les allergies et les informations de contact à la manière de ce qui se fait dans une puce sous-cutanée pour animaux.

## Les origines et le développement dans le monde universitaire
Utilisée pour les animaux depuis 1994, la puce sous-cutanée pour les humains a longtemps été considérée comme une théorie complotiste, véhiculée et dénoncée notamment par les milieux chrétiens américains.
Les premières expériences d'implants RFID à avoir été rapportées ont été réalisées en 1998 par le scientifique Britannique Kevin Warwick. Son implant a été utilisé pour ouvrir des portes, allumer des lumières ainsi que pour déclencher différents sons au sein d'un bâtiment. Après neuf jours, l'implant a été enlevé. Il se trouve depuis dans le Science Museum (Londres)[réf. nécessaire].
Le 16 mars 2009, le scientifique Britannique Mark Gasson s'est fait implanter chirurgicalement un dispositif RFID avancé au sein d'une capsule de verre dans la main gauche. En avril 2010, l'équipe de Mark Gasson démontra comment un virus informatique pourrait infecter sans contact son implant et ensuite être transmis à d'autres systèmes. Mark Gasson établit donc qu'en implémentant de la technologie, la séparation entre l'homme et la machine devient alors théorique, celle-ci étant alors perçue par l'organisme comme faisant partie intégrante du corps. En raison de cette évolution dans notre compréhension de ce qui constitue notre corps et ses limites, il est alors crédité comme étant le premier homme infecté par un virus informatique. Il n'a pas l'intention de retirer son implant.

## Les pionniers

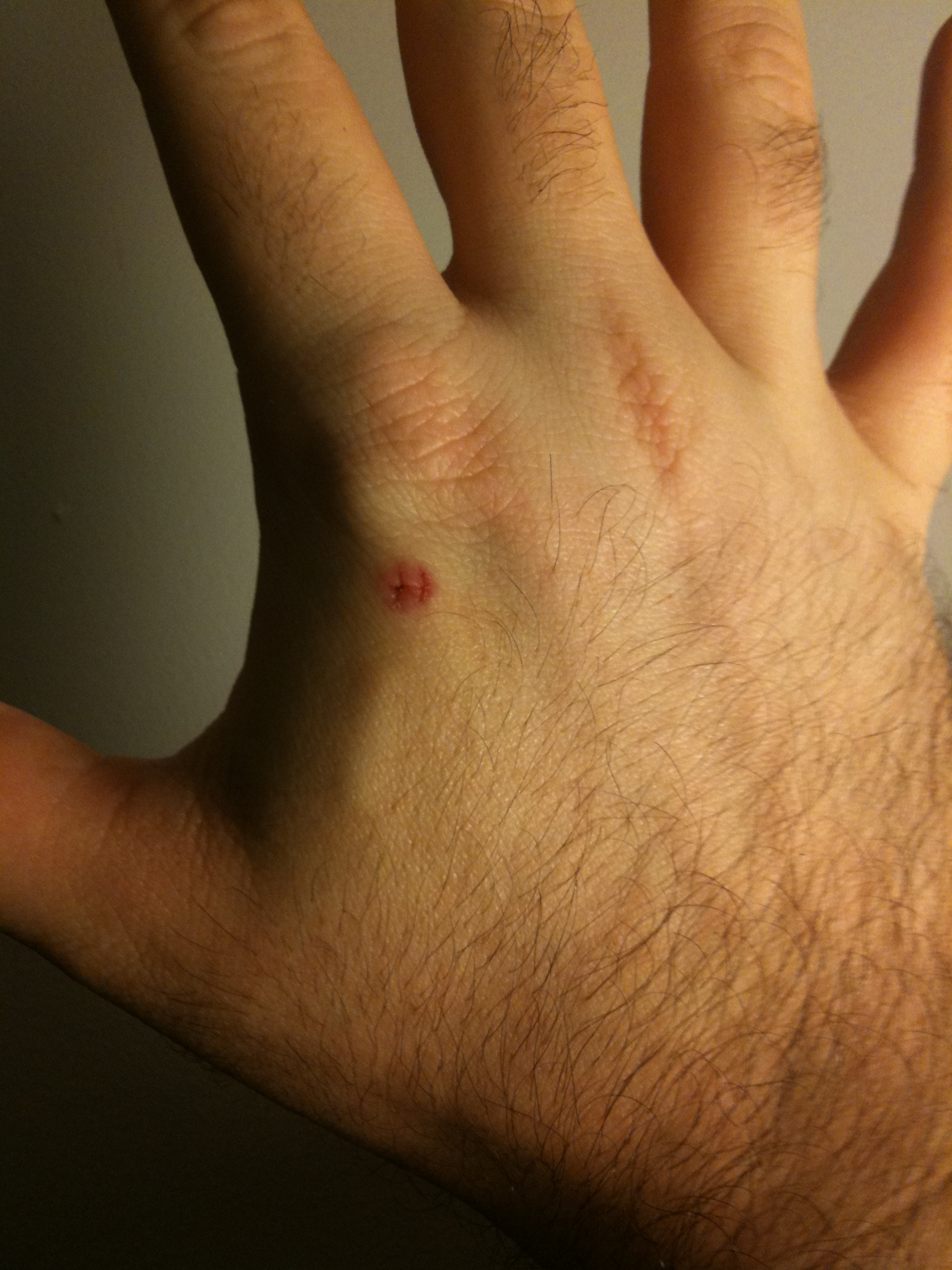
Une étiquette RFID visible sous la peau juste après avoir été implantée.

Plusieurs bricoleurs amateurs ont décidé de s'implanter des implants RFID. Cette insertion peut se réaliser seul ou avec l'aide d'un tiers (souvent un pierceur). 
Un Américain, Amal Graafstra, auteur du livre RFID Toys, demande à des médecins de lui poser des implants dans ses mains en mars 2005. Un chirurgien esthétique utilise un scalpel pour placer une puce dans sa main gauche et son médecin de famille injecte une puce dans sa main droite à l'aide d'un kit d'injection vétérinaire. Amal Graafstra utilise ses implants pour avoir accès à son domicile, ouvrir la porte de sa voiture ainsi qu'ouvrir une session sur son ordinateur. À la suite d'un intérêt public croissant, il crée en 2013 le site web Dangerous Things qui vend des puces RFID encapsulées dans des tubes de Bioglass ainsi que d'autres ressources, destinées à d'être implantées aux humains.
Mikey Sklar se fait implanter une puce dans la main gauche et filme la procédure.
Jonathan Oxer s'auto-implante une puce RFID dans le bras à l'aide d'un kit vétérinaire.
Martijn Wismeijer, un marketing manager néerlandais travaillant pour Général Octets, fabricant de distributeurs de Bitcoin ATM, se fait implanter des puces RFID dans ses deux mains pour y stocker ses clefs privées Bitcoins ainsi que sa carte de visite.
Patric Lanhed effectue un « bio-paiement » d'un euro en Bitcoin à l'aide d'une puce dans sa main.
Marcel Varallo a une puce NXP enfermée dans du Bioglass 8625 insérée dans sa main entre son index et son pouce, lui permettant d'ouvrir de façon sécurisée les ascenseurs et les portes sur son lieu de travail, d'effectuer des impressions à partir d'imprimantes sécurisées, de débloquer son téléphone mobile, de fixer et stocker sa carte de visite numérique pour la transférer vers des téléphones portables intégrant la technologie NFC.
Le  suédois Hannes Sjöblad, membre de Bionyfiken, un collectif de «biohackers», est aussi le porte-parole pour la Suède de "l'Université de la singularité", think tank créé par le chercheur Ray Kurzweil, aujourd'hui directeur de l'ingénierie chez Google .
Il expérimente des implants utilisant la technologie NFC (Near Field Communication) depuis 2015. Lors de son discours à l'Echappée Volée en 2016 à Paris, Hannes Sjöblad révèle qu'il s'est également fait implanter un implant entre son index et le pouce et qu'il l'utilise pour déverrouiller les portes, effectuer des paiements, ainsi que déverrouiller son téléphone (lui permettant de remplacer essentiellement tout ce que l'on peut mettre dans nos poches). En outre, Hannes Sjöblad a organisé plusieurs « implant parties » en Europe où les personnes intéressées peuvent également se faire implanter une puce.

## Implants commerciaux
En 2002, la VeriChip Corporation (connue comme la « PositiveID corporation » depuis novembre 2009) a reçu l'approbation préliminaire de la Food and Drug Administration (FDA) pour la commercialisation de son implant aux États-Unis à condition de respecter les recommandations édictées. L'appareil a reçu l'approbation de la FDA en 2004, et a été commercialisé sous le nom de VeriChip ou VeriMed.
En 2007, certaines sources indiquent que ces implants auraient pu être responsables de cancers chez certains animaux de laboratoire. La révélation a eu un impact dévastateur sur le prix de l'action de l'entreprise.[réf. nécessaire] Par la suite, entre mai et juillet 2010, la Positive ID corporation arrête la commercialisation d'implants à destination humaine.
En janvier 2012, la VeriTeQ Acquisition Corporation a acquis le brevet de la micropuce implantable VeriChip, des technologies connexes ainsi que le dossier personnel Health Link de PositiveID Corporation. VeriTeQ est majoritairement détenue et dirigée par Scott R. Silverman, ancien Président du conseil et chef de la direction de PositiveID et VeriChip Corporation. PositiveID a conservé des parts dans l'entreprise VeriTeQ.

### L'usage au sein des dossiers médicaux
La PositiveID Corporation (auparavant connu sous le nom VeriChip Corporation; Applied Digital Solutions, Inc.; et Digital Angel Corporation), a distribué la micropuce implantable connue sous le nom de VeriChip ou VeriMed jusqu'à ce que sa production soit interrompue durant le deuxième trimestre de 2010. La société suggérait que l'implant pouvait être utilisé pour récupérer des informations médicales en cas d'urgence de la façon suivante :
1. Chaque implant VeriChip contenait un numéro d'identification de 16 chiffres.
2. Lorsque la puce est scannée à une distance de quelques centimètres à l'aide d'un scanner Verichip, ce numéro est transmis.
3. Grâce à ce numéro, les hôpitaux participants et les intervenants d'urgence pourraient alors accéder aux renseignements médicaux du patient via un page sécurisée liée à une base de données stockée chez VeriChip.

Selon certains rapports, en 2006, 80 hôpitaux avaient convenu acquérir un scanner VeriChip fourni par la société et 232 médecins avaient convenu d'injecter les implants dans les patients volontaires.

### Accès et sécurité

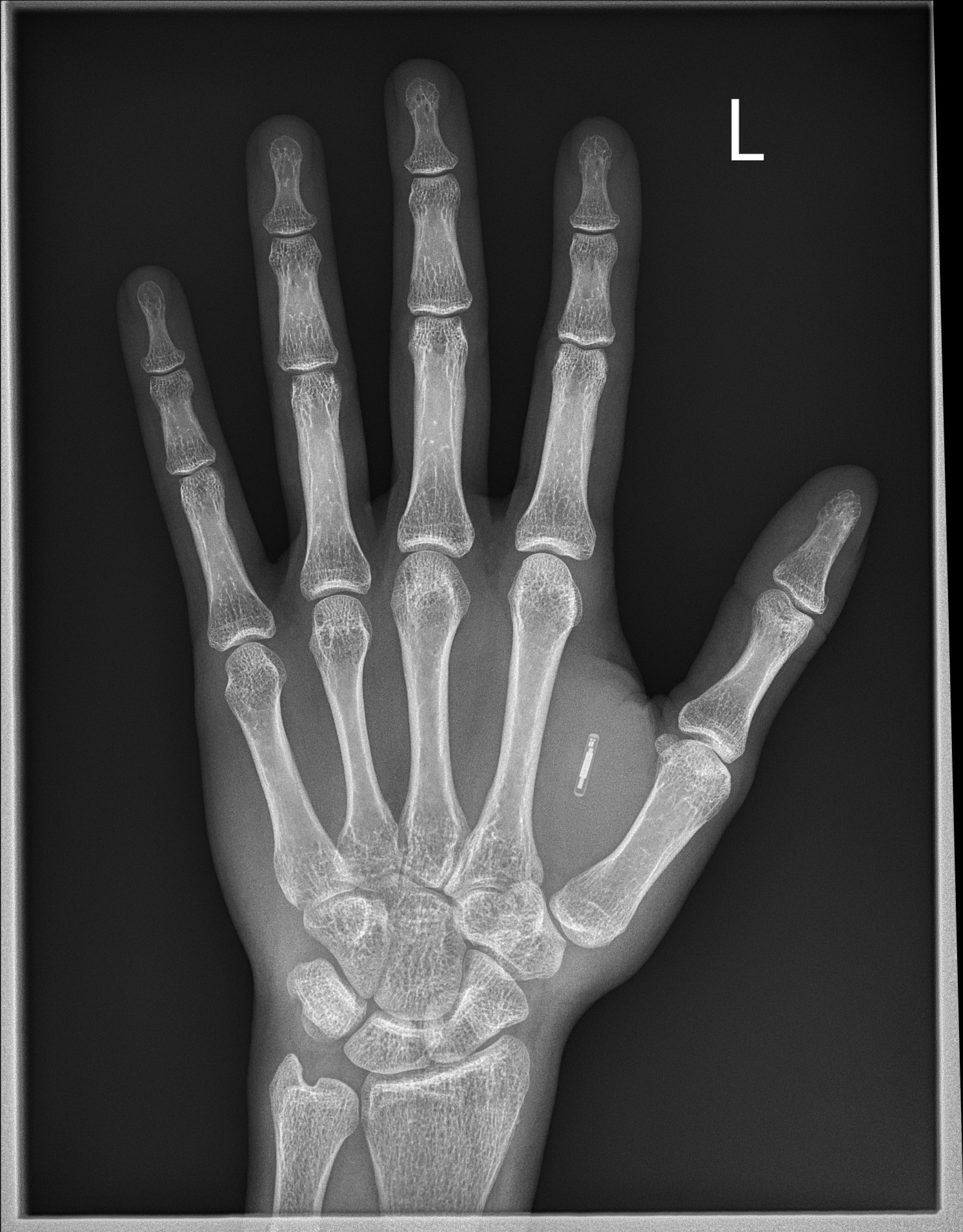
Micropuce entre pouce et index

La VeriChip Corporation communique autour de la possibilité d'utiliser l'implant comme un moyen de restreindre l'accès et accroître la sécurité d'installations telles que les centrales électriques. Les scanners de Microchip seraient installés à l'entrée afin que les serrures fonctionnent exclusivement lors de la présentation d'implant. Deux employés de la CityWatcher, une entreprise de vidéo surveillance en Ohio, disposaient d'implants RFID injectés dans leur bras en 2007. L'accès aux locaux sécurisés de l'entreprise (locaux vidéo) nécessitait la présentation de l'implant, comme expliqué dans l'article de USA Today. Depuis, l'entreprise a fermé ses portes. Aucune information concernant les deux employés ou leurs implants respectifs n'est disponible.
Un inconvénient majeur de ces systèmes est la relative facilité avec laquelle les 16 chiffres du numéro d'identification contenues dans une puce de l'implant peuvent être obtenus et clonés à l'aide d'un appareil de relative petite taille, un problème qui a été démontré publiquement par le chercheur en sécurité Jonathan Westhues et documenté dans le numéro de mai 2006 de Wired magazine, entre autres.
- Le Baja Beach Club, une boîte de nuit à Rotterdam, aux Pays-Bas, utilisa une fois les implants VeriChip pour l'identification des clients VIP[21].
- Le centre de congrès et Fablab [22], utilise des implants RFID pour la validation des accès de ses employés, l'ouverture des portes de sécurité, l'accès aux copieurs / imprimantes ainsi que pour effectuer les paiements des repas[23].
- En 2017, Newfusion, une société belge, décide d'implanter une puce RFID sous la peau de ses huit employés[24].

### Applications futures possibles
Théoriquement, une puce GPS pourrait un jour permettre aux individus d'être physiquement géolocalisés par latitude, longitude, altitude, vitesse et direction du mouvement. Ces implants GPS ne sont pas techniquement réalisables à ce jour. Cependant, déployées à grande échelle dans le futur, les implants GPS pourraient théoriquement permettre aux autorités de localiser des personnes disparues et / ou des fugitifs, ou ceux ayant fui une scène de crime. Les critiques dénoncent la possibilité de répression politique que pourrait rendre possible cette technologie dans les mains de gouvernements, rendant en effet possible l'utilisation de ces implants pour le suivi quotidien, la persécution de militants syndicaux, dissidents, opposants, criminels, domestiques et autres profils… 
Cette technologie rend aussi possible à des sociétés privées de profiler les habitudes de consommation de personnes, ou, via un accès non désiré, la persécution, l'agression et les enlèvements par différents types de personnes (abuseurs d'enfants, employeurs, criminels…).
Un autre discours suggère le suivi de personnes infectées par différentes maladies infectieuses comme le VIH (cas examiné en 2008 par la législature de l'Indonesia's Irian Jaya. Ceci viserait à réduire leurs chances d'infecter d'autres personnes,. L'article concernant le microchipping n'a cependant pas été inclus dans la version finale de la provincial HIV/AIDS Handling bylaw adopté par l'assemblée législative en décembre 2008. Ceci ne serait pas réalisable en l'état avec la technologie actuelle, aucun dispositif implantable muni d'une puce GPS n'existant sur le marché.
Depuis l'avènement des méthodes de paiements modernes basées sur les normes RFID/NFC, il devient évident que l'utilisation de puces implantables, si elles devaient devenir populaires, permettrait l'avènement d'une société sans numéraire. Les implants Verichip ont déjà été utilisés dans des boîtes de nuit comme le Baja club à Rotterdam dans le but de permettre aux usagers d'acheter des boissons avec leur puce implantable.

## Problèmes potentiels

### Cancer
Dans un rapport anti-RFID auto-publié, l'avocat Katherine Albrecht, appelant les dispositifs RFID des « puces espions », cite des études vétérinaires et toxicologiques menées de 1996 à 2006. Ces études auraient décelé que certains rongeurs de laboratoire ayant subi l'injection d'un implant en tant qu'accessoire sans rapport avec les expériences menées auraient développé des cas de cancer au niveau du site d'injection (sarcomes sous-cutanés). Des cas similaires seraient à noter avec des chiens de compagnie.
Cette publication veut démontrer la preuve d'une implantation humaine à haut risque.
Cependant, le lien entre corps étranger, la tumorigenèse chez les animaux de laboratoire et l'implantation chez l'homme a été publiquement réfuté comme erroné et trompeur et l'auteur du rapport a été critiqué pour l'utilisation de termes « provocateurs » et « n'étant pas basés sur des faits scientifiques ». Notamment, aucune des études sur le risque de cancer lié à l'implantation de puces ayant servi à Katherine Albrecht n'a été citée. De plus, aucune de ces études ne disposait d'un groupe de contrôle, c'est-à-dire d'animaux n'ayant pas subi d'implantation de puce.
Alors que ce problème est toujours considéré comme étant digne de complément d'enquête, l'une des études citées met en garde contre « un saut dans l'inconnu en matière de risques de tumeurs qui devrait être évité »,,.

### Autres complications médicales
Selon la FDA, l'implantation du VeriChip pourrait poser des inconvénients médicaux potentiels. Les risques électriques, des incompatibilités sur les effets indésirables sur les réactions des tissus avec l'imagerie par résonance magnétique (IRM) et la migration du transpondeur implanté sont quelques-uns des risques potentiels associés à l'implant Verichip ID, selon une lettre délivrée le 12 octobre 2004 par la FDA.
Selon la FDA concernant les interactions avec l'Imagerie par Résonance Magnétique des Systèmes, « des courants électriques peuvent être induits dans les implants métalliques conducteurs qui peuvent entraîner de graves brûlures chez les patients ».
Toutefois, lorsque l'émission de télévision MythBusters, dans l'épisode 18 de la saison 2005, le Mythe de l'Évolution, testa l'interaction d'une micro-puce implantée avec un appareil d'IRM, le sujet de test ne montra aucun signe de douleur. Cependant, comme les différents appareils d'IRM permettent diverses puissances, il est probable qu'une énergie plus importante génère de plus grandes problématiques. Le modèle et la marque de la puce pourraient aussi affecter les résultats possibles.

### Risques de sécurité
Depuis quelque temps, presque toutes les micro-puces implantables ne sont pas sécurisées cryptographiquement, elles sont donc extrêmement vulnérables en lecture par des scanners tiers indésirables. En numérisant secrètement la puce, un tiers pourrait voler des informations sur une puce et cloner son signal, permettant à la personne d'emprunter l'identité d'une personne implantée. Cela pourrait créer des problèmes de sécurité pour l'accès physique, l'accès à un ordinateur ou potentiellement accéder à un dossier médical détenu par le propriétaire de la puce. La puce pourrait aussi être facilement[pas clair] retirée physiquement de la personne via une opération ou une amputation[réf. nécessaire].
Le Conseil de l'Éthique et des Affaires Judiciaires (CEJA) de l'American Medical Association a publié un rapport en 2007, alléguant que les implants RFID pourraient compromettre la vie privée, aucune assurance ne permettant d'invalider actuellement la copie non sollicitée des informations contenues dans la puce.

## Critiques sociétales ou religieuses
L'implantation d'une micropuce dans des êtres humains a soulevé de nombreuses discussions sur l'éthique par des groupes académiques, les organisations des droits de l'homme, des ministères gouvernementaux et des groupes religieux.

## Législation
Après le Wisconsin et le Dakota du Nord, la Californie a émis le projet de loi Senate Bill 362 en 2007, rendant illégal le fait de forcer une personne à avoir une puce implantée et fournit une évaluation des sanctions civiles contre les violateurs de la loi.
En 2008, l'Oklahoma passa 63 OK Stat § 63-1-1430 (2008 S. B. 47), qui interdit l'implantation involontaire de puces sous-cutanées chez les humains,.
Le 5 avril 2010, le Sénat de Géorgie passa le projet de loi Senate Bill 235 qui interdit l'implantation forcée de puces sous-cutanées chez les humains, rendant délictuel l'action d'exiger par quiconque d'eux cette implantation, y compris par les employeurs. Le projet de loi permettrait des implantations volontaires, tant qu'elles sont effectuées par un médecin et réglementée par le Georgia Composite Medical Board. La Chambre des Représentants de 'état ne valida pas le projet de loi.
La Californie, le Dakota du Nord, le Missouri, l'Oklahoma, et le Wisconsin avaient déjà interdit l'implantation obligatoire d'une micropuce.
Le 10 février 2010, Chambre des délégués de Virginie a également adopté un projet de loi interdisant aux entreprises de forcer leurs employés à subir ces implantations avec des dispositifs de suivi.
Le projet de lois 1142-2009-10 de l'État de Washington commande une étude sur l'implantation de puces radio fréquences sur différentes catégories, différents profils de personnes (délinquants sexuels et d'autres criminels).